# Karakelong
Karakelong è l'isola principale delle isole Talaud, con i suoi 980 km² di estensione; geograficamente appartiene all'Indonesia e più precisamente alla provincia di Sulawesi Settentrionale.
Il suo centro più importante è Beo.